# 天地創造ミサ

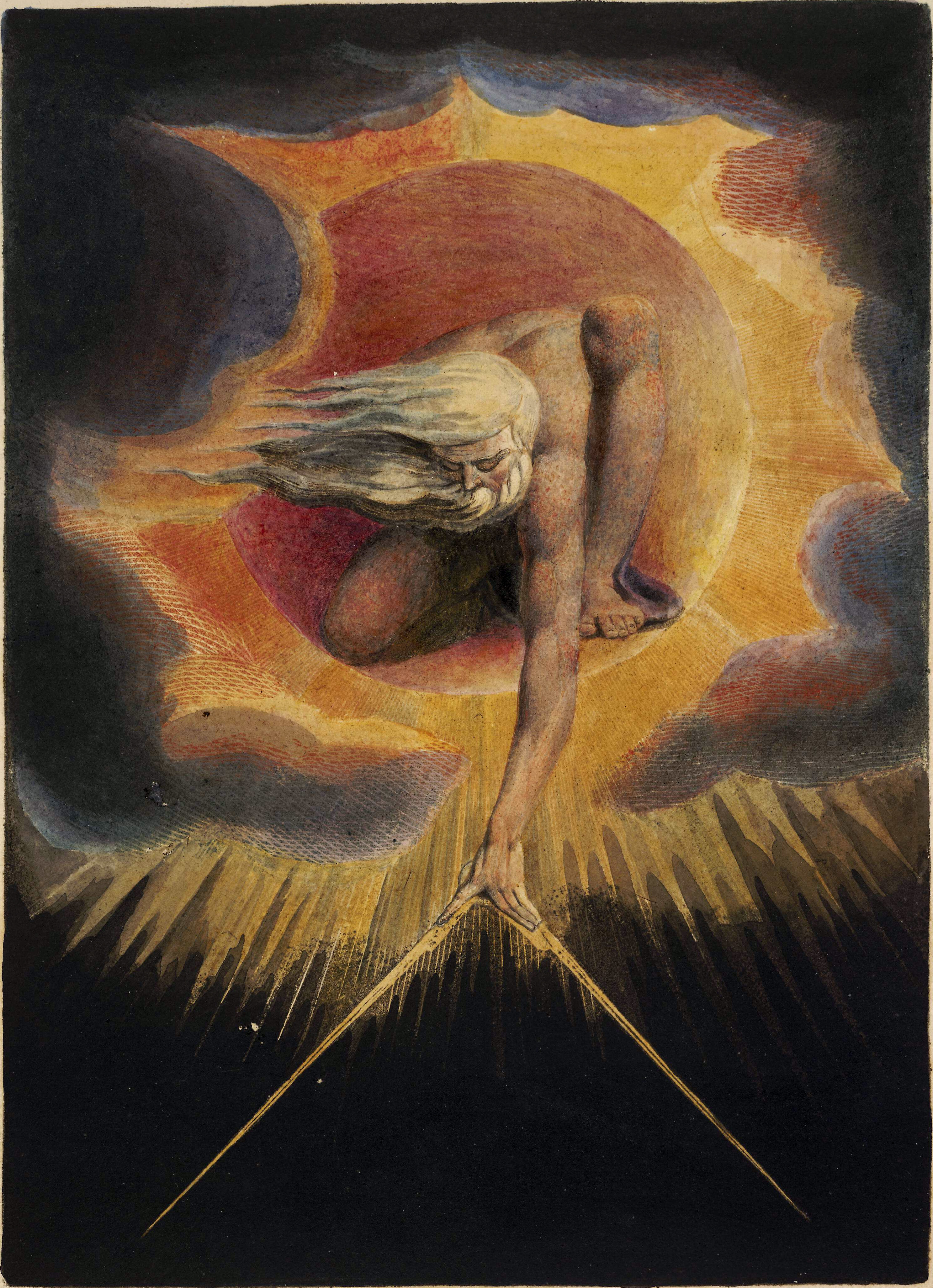
ウィリアム・ブレイク画（1794年）

『天地創造ミサ 変ロ長調』Hob.XXII:13（ドイツ語: Schöpfungsmesse）は、フランツ・ヨーゼフ・ハイドンが1801年に作曲したミサ曲。ハイドンの後期六大ミサ曲の5番目にあたる。
グローリアにオラトリオ『天地創造』第3部のアダムとイブの二重唱「優しき妻よ」(Holde Gattin)の一部が引用されているためにこの名がある。
演奏時間は約40分。

## 概要
1801年はオラトリオ『四季』を完成した年にあたる。本曲は1801年7月28日に作曲を開始し、9月13日にアイゼンシュタットのベルク教会で初演されたが、すでに70歳近い老齢のために作曲ははかどらず、初演の2日前になっても完成しなかった。ホルン、トランペット、ティンパニは自筆譜には記されず、直接パート譜が作られた。また初演ではハイドンが自分でオルガンを演奏した。しかし完成した音楽そのものには急いで書いたようなところは全く見られない。
呼び名の由来になった『天地創造』からの引用については世俗的すぎるとして（アダムが朝露をたたえる箇所に「世の罪を除く方よ」の歌詞をあてている）フランツ2世皇后のマリア・テレジアは問題にし、ハイドンが皇后のために用意した楽譜からは引用が除かれた。
前作の『ネルソン・ミサ』や『テレジア・ミサ』では管楽器奏者が不足していたが、この曲ではふんだんに管楽器が使用されている。

## 編成
- ソプラノ、アルト、テノール、バス独唱、4部合唱。
- オーボエ2、クラリネット2、ファゴット2、ホルン2、トランペット2、ティンパニ、弦楽器、オルガン

## 構成

### Kyrie
この時期の他のミサ曲と同様、ソナタ形式風の構造を持つ。静かなアルト独唱と重厚な合唱が交替するアダージョの序奏的な部分についで、6⁄8拍子の明るい主部にはいる。「Christe」は独唱者を主体とし、ソプラノ独唱に他の独唱者が加わって重唱になる。2回めの「Kyrie」で元の調子に戻る。

### Gloria
2⁄2拍子で、トランペットとティンパニをともなって明るくはじまるが、途中はかなり複雑な変化を経る。「Qui tollis」は予想を裏切って遅くならず、『天地創造』からの有名な引用がホルンの前奏つきでバス独唱によって歌われる。それから、合唱による「miserere nobis」の部分が現れ、ようやくアダージョに速度を落とす。その後もあまり暗くならず、天国的な音楽が続く。「Quoniam」は合唱のユニゾンではじまる速い曲。アーメン・フーガは半音階的で奇怪な旋律を持ち、変化に富んでいる。

### Credo
他のミサ曲と同様、合唱による快速な曲ではじまる。「Et incarnatus」は長い序奏についでおだやかなテノール独唱で歌われる。「Crucifixus」はバス独唱でつづけて、合唱が最初フォルテで続くが、ピアニッシモで消え入るように終わる。「Et resurrexit」から再び快速になるが、伴奏でさまざまな管楽器が活躍する。「et vitam」からアーメン・フーガになる。
「Et incarnatus」では聖霊を象徴する鳩をオルガンによって表現しているが、フルート・ストップを使うように指示されている。これはハイドンが生涯で唯一ストップの種類を指定した箇所であり、フルートがなかったためにオルガンで代用したものである。

### Sanctus
静かな序奏ではじまるが、ここでも弦楽器による三連符のリズムの上で管楽器の使用が目立つ。型どおり「Pleni sunt」から高速になる。

### Benedictus
6⁄8拍子。ソプラノ独唱からはじまって重唱になる。ホザンナで合唱になるが、そこからまた最初のベネディクスに戻り、合唱によって対位法的に盛りあがる。最初の重唱に戻り、ホザンナも同じ調子で歌われる。

### Agnus Dei
ハイドンのミサ曲はアニュス・デイで短調になることが多いが、この曲は長調でおだやかに始まる。「Dona nobis」でトランペットとティンパニが加わるが、すぐに大規模なフーガになる。